# Сифран
Сифран (от порт. cifrão от лат. cifra — цифра, португальское произношение: [siˈfɾɐ̃w̃] (слушать)о файле) — типографский символ, который первоначально использовался в португалоязычных рукописях в качестве разделителя разрядов и напоминал символ доллара ($). В настоящее время, выполняя функции краткого представления эскудо, мильрейса и других денежных единиц португалоязычных стран, рассматривается в качестве знака, идентичного символу доллара, или местного варианта символа доллара. При этом используется уже как десятичный разделитель.

## Происхождение символа
С XV века в испанских, мексиканских, перуанских и других испаноязычных рукописях встречается символ, представляющий собой почти закруглённую «U» или незаконченную «O». Овал может быть законченным и перечёркнутым одной горизонтальной линией — тогда символ становится идентичным греческой букве «θ (тета)» — или даже крест-накрест. В последнем случае он похож на ноль с крестом внутри него. Встречаются варианты как с одной, так и с двумя, как с горизонтальными, так и с вертикальными линиями. Название этого символа — «кальдерон» (исп. calderón), назначение — разделение разрядов при записи больших чисел сначала римскими, а затем арабскими цифрами, то есть для визуального отделения тысяч от сотен, десятков и единиц. В XVIII веке кальдерон использовался в печатных изданиях в виде греческой буквы «ϡ (сампи)».
Символ также встречается в источниках, написанных в XV веке на северо-западе Италии. Поэтому американский математик Флориан Кэджори высказал предположение, что кальдерон — это результат многовековой трансформации какой-то из разновидностей римских символов, использовавшихся для записи тысяч: Ⅿ, ↀ, ⅭⅠↃ, ⅭⅠⅠↃ, ͳ.
В Португалии символ с тем же назначением, но иным начертанием получил название «сифран» (порт. cifrão от лат. cifra — цифра). Он идентичен современному символу доллара ($), но, по мнению Кэджори, имеет другое происхождение и восходит к некоторым разновидностям испанского кальдерона.

## Использование символа
В конце XVIII века, продолжая выполнять функции разделителя разрядов, сифран использовался для обозначения номинала банкнот в португальских реалах (см. иллюстрацию справа). Впервые эти денежные знаки были выпущены в обращение в 1797 году.
В первой половине XIX века в том же качестве сифран появляется на банкнотах, номинированных в бразильских реалах (см. первую иллюстрацию внизу). При записи символ отделял в денежной сумме три ноля справа, указывая, слева от знака, сумму в кратной единице — мильрейсах. Иногда он использовался в сочетании с сокращённым обозначением реала rs. Так, сумма в 1000 реалов (1 мильрейс) обозначалась 1$000, Rs. 1$000 или 1$000 rs, а сумма в 1 000 000 реалов (1000 мильрейсов) — 1:000$000 (миллионы отделялись двоеточием; см. вторую иллюстрацию внизу). Один из вариантов записи — без нулей, то есть 1$, что означает «1 мильрейс» (см. третью иллюстрацию внизу).
В начале XX века, с введением эскудо, заменившего португальский реал в соотношении 1:1000, символ стал выполнять функцию десятичного разделителя, то есть разделять основную денежную единицу (эскудо) и её дробную (сентаво), равную 1⁄100 основной. 2$50 означает «два эскудо и 50 сентаво» (см. четвёртую иллюстрацию внизу), а $60 — «60 сентаво» (см. пятую иллюстрацию внизу).
- 1000 бразильских реалов (1 мильрейс) первой половины XIX века
- 1 000 000 бразильских реалов начала XX века
- 1000 бразильских реалов (1 мильрейс) неизвестного года
- 2,50 португальских эскудо 1935 года
- 60 сентаво Португальской Индии 1959 года

## Сифран и символ доллара
Согласно одной из версий, будучи более древним знаком, сифран стал прототипом символа доллара.
В качестве разделителя разрядов и десятичного разделителя сифран не включён в стандарт Юникод. Выполняя функции краткого представления эскудо, мильрейса, реала и других денежных единиц португалоязычных стран, он рассматривается в качестве знака, идентичного символу доллара, или местного варианта символа доллара.
Ниже приведён список основных денежных единиц португалоязычных стран.
| Денежная единица (на англ. и/или на языке страны эмитента)                              | Государство (территория)      | Период обращения | Варианты краткого представления | Варианты краткого представления | Примеры использования | Примеры использования |
| Денежная единица (на англ. и/или на языке страны эмитента)                              | Государство (территория)      | Период обращения | коды ISO 4217                   | символы                         | на денежных знаках    | на марках             |
| --------------------------------------------------------------------------------------- | ----------------------------- | ---------------- | ------------------------------- | ------------------------------- | --------------------- | --------------------- |
| Существующие валюты                                                                     |                               |                  |                                 |                                 |                       |                       |
| Патака Макао                                                                            | Макао                         | 1894 — н. в.     | MOP (446)                       | $ • 元 • 圓                     |                       |                       |
| Бразильский реал                                                                        | Бразилия                      | 1994 — н. в.     | BRL (986)                       | $ • R$                          |                       |                       |
| Эскудо Кабо-Верде                                                                       | Кабо-Верде                    | 1977 — н. в.     | CVE (132)                       | $ • Esc                         |                       |                       |
| Некоторые исторические валюты                                                           |                               |                  |                                 |                                 |                       |                       |
| Португальский реал                                                                      | Португалия                    | 1837—1911        | (PTR)                           | $ • Rs • rs                     |                       |                       |
| Португальский эскудо                                                                    | Португалия                    | 1911—2002        | PTE (620)                       | $ • Esc                         |                       |                       |
| Бразильский реал                                                                        | Бразилия                      | 1690—1942        | (BRO)                           | $ • Rs • rs                     |                       |                       |
| Крузейро (порт. cruzeiro)                                                               | Бразилия                      | 1942—1967        | —                               | ₢ • Cr$                         |                       |                       |
| Новый крузейро (порт. cruzeiro novo)                                                    | Бразилия                      | 1967—1970        | —                               | N₢ • NCr$                       |                       |                       |
| Крузейро (порт. cruzeiro)                                                               | Бразилия                      | 1970—1986        | BRB                             | ₢ • Cr$                         |                       |                       |
| Бразильский крузадо                                                                     | Бразилия                      | 1986—1989        | BRC                             | Cz$                             |                       |                       |
| Новый крузадо                                                                           | Бразилия                      | 1989—1990        | BRN (076)                       | NCz$                            |                       |                       |
| Крузейро (порт. cruzeiro)                                                               | Бразилия                      | 1990—1993        | BRE                             | ₢ • Cr$                         |                       |                       |
| Крузейро реал (порт. cruzeiro real)                                                     | Бразилия                      | 1993—1994        | BRR (987)                       | CR$                             |                       |                       |
| Азорский реал                                                                           | Азорские острова              | ? — 1912         | (AIR)                           | $ • Rs • rs                     |                       |                       |
| Ангольский реал                                                                         | Ангола (колония Португалии)   | ? — 1914         | (AOR)                           | $ • Rs • rs                     |                       |                       |
| Ангольский эскудо                                                                       | Португальская Западная Африка | 1914—1926        | (AOE)                           | $ • E • Esc                     |                       |                       |
| Ангольский эскудо                                                                       | Народная Республика Ангола    | 1958—1977        | (AOE)                           | $ • E • Esc                     |                       |                       |
| Гвинейский реал                                                                         | Португальская Гвинея          | 1910—1914        | (GWR)                           | $ • Rs • rs                     |                       |                       |
| Гвинейский эскудо                                                                       | Португальская Гвинея          | 1914—1976        | GWE (—)                         | $ • Esc                         |                       |                       |
| Реал Островов Зелёного Мыса                                                             | Острова Зелёного Мыса         | 1897—1913        | (CVR)                           | $ • Rs • rs                     |                       |                       |
| Эскудо Островов Зелёного Мыса                                                           | Острова Зелёного Мыса         | 1914—1977        | (CVE)                           | $ • Esc                         |                       |                       |
| Мозамбикский реал                                                                       | Португальский Мозамбик        | 1878—1914        | (MZR)                           | $ • Rs • rs                     |                       |                       |
| Мозамбикский эскудо                                                                     | Народная Республика Мозамбик  | 1914—1980        | MZE (—)                         | $ • Esc                         |                       |                       |
| Эскудо Португальской Индии                                                              | Португальская Индия           | 1959—1961        | —                               | $ • Esc                         |                       |                       |
| Реал Сан-Томе и Принсипи                                                                | Сан-Томе и Принсипи           | 1868—1914        | (STR)                           | $ • Rs • rs                     |                       |                       |
| Эскудо Сан-Томе и Принсипи                                                              | Сан-Томе и Принсипи           | 1914—1977        | (STE)                           | $ • Esc                         |                       |                       |
| Тиморская патака                                                                        | Португальский Тимор           | 1912—1958        | (TLP)                           | $ • 圓                          |                       |                       |
| Тиморский эскудо                                                                        | Португальский Тимор           | 1959—1975        | (TLE)                           | $ • Esc                         |                       |                       |
| Существующие и исторические валюты, для обозначения которых символ «$» не использовался |                               |                  |                                 |                                 |                       |                       |
| Добра Сан-Томе и Принсипи                                                               | Сан-Томе и Принсипи           | 1977 — н. в.     | STD (678)                       | Db                              |                       |                       |
| Ангольская кванза                                                                       | Ангола                        | 1977 — н. в.     | AOA (973)                       | Kz                              |                       |                       |
| Мозамбикский метикал                                                                    | Мозамбик                      | 1980 — н. в.     | MZN (943)                       | MT                              |                       |                       |
| Песо Гвинеи-Бисау                                                                       | Гвинея-Бисау                  | 1976—1997        | GWP (624)                       | PG • p                          |                       |                       |
| Анголар                                                                                 | Ангола (колония Португалии)   | 1926—1958        | (AOA)                           | Ag (мн. Ags)                    |                       |                       |